# 大木屋小石川林道
大木屋小石川林道（おおごやこいしかわりんどう）は、徳島県海部郡海陽町から高知県安芸郡馬路村に至る林道である。

## 概要
徳島県海部郡海陽町平井から高知県安芸郡馬路村大字魚梁瀬に至る。当林道は、認定済みの一般県道・高知県道369号大木屋丸山線と並行して徳島県の徳島県道148号中部山渓轟公園線交点から、県境をトンネルで越え、高知県の高知県道54号魚梁瀬公園線交点までを結んでいる。

### 路線データ
- 起点：徳島県海部郡海陽町平井（徳島県道148号中部山渓轟公園線交点）
- 終点：高知県安芸郡馬路村大字魚梁瀬（高知県道54号魚梁瀬公園線交点）

## 路線状況

### 高知県道369号大木屋丸山線
高知県道369号大木屋丸山線（こうちけんどう369ごう おおごやまるやません）は、徳島県海部郡海陽町から高知県安芸郡馬路村に至る予定の一般県道である。徳島県と高知県にまたがる県道として設定されているが、徳島県はこの区間を徳島県道として認定していない。現状は、同区間に大木屋小石川林道が供用済みである。

### 道路施設

#### 橋梁
- 徳島県
  - 王余魚谷（かれいだに）橋（王余魚谷川、海部郡海陽町）
- 高知県
  - 小石川橋（東川、安芸郡馬路村）

#### トンネル
- 徳島県
  - 大木屋小石川隧道：延長346 m、1978年（昭和53年）竣工、海部郡海陽町 - 高知県安芸郡馬路村

## 地理

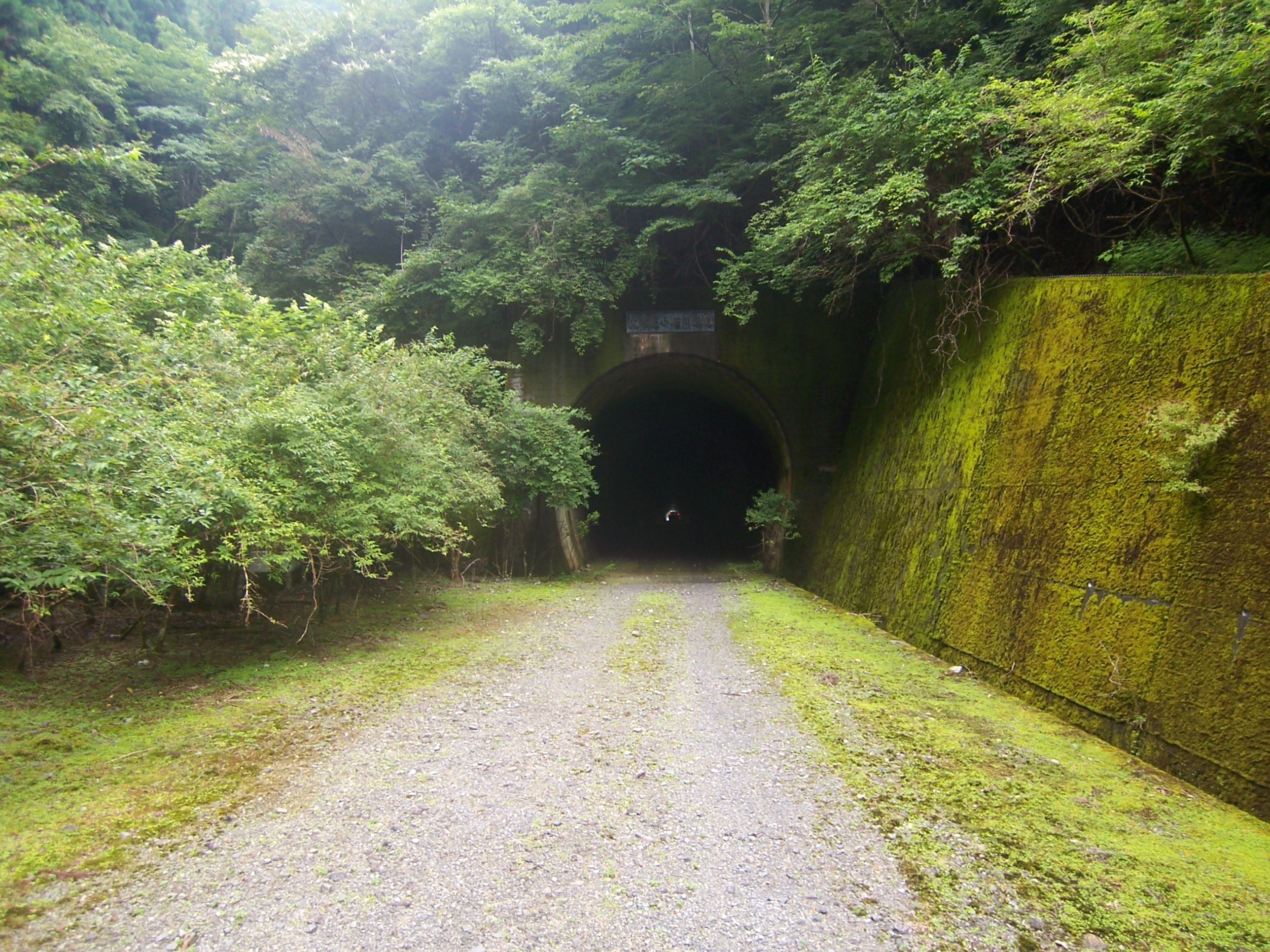
徳島・高知の県境にかかる大木屋小石川隧道。トンネルの両側とも長い未舗装区間が続く。

### 通過する自治体
- 徳島県
  - 海部郡海陽町
- 高知県
  - 安芸郡馬路村

### 交差する道路
| 交差する道路                        | 市町村名 | 市町村名 | 市町村名 | 交差する場所 | 交差する場所 |
| ----------------------------------- | -------- | -------- | -------- | ------------ | ------------ |
| 徳島県道148号中部山渓轟公園線未供用 | 徳島県   | 海部郡   | 海陽町   | 平井         | 起点         |
| 高知県道54号魚梁瀬公園線            | 高知県   | 安芸郡   | 馬路村   | 大字魚梁瀬   | 終点         |

### 沿線
- 海部川
- 小石川
- 魚梁瀬ダム